# Microscapha minuta
Microscapha minuta es una especie de coleóptero de la familia Tetratomidae.

## Distribución geográfica
Habita en Guatemala y México.